# Tanakia
Genre
Tanakia est un genre de poissons téléostéens de la famille des Cyprinidae et de l'ordre des Cypriniformes. L'espèce type est Rhodeus oryzae (synonyme de Tanakia limbata). Au moins cinq de ses espèces se rencontrent en Asie de l'Est (espèce FishBase).

## Liste des espèces
Selon FishBase (14 avril 2017) :
- Tanakia himantegus (Günther, 1868)
- Tanakia koreensis (Kim & Kim, 1990)
- Tanakia lanceolata (Temminck & Schlegel, 1846)
- Tanakia latimarginata Kim, Jeon & Suk, 2014
- Tanakia limbata (Temminck & Schlegel, 1846)
- Tanakia shimazui (Tanaka, 1908)
- Tanakia signifer (Berg, 1907)
- Tanakia somjinensis (Kim & Kim, 1991)
- Tanakia tanago (Tanaka, 1909)

Selon Kim, D., Jeon, H. B. Suk, H. Y. (2014) - 8 espèces:
- Tanakia lanceolata Temminck & Schlegel, 1846
- Tanakia latimarginata Kim, Jeon & Suk, 2014[2]
- Tanakia limbata Temminck & Schlegel, 1846
- Tanakia shimazui S. Tanaka (I), 1908
- Tanakia signifer L. S. Berg, 1907
- Tanakia somjinensis I. S. Kim & C. H. Kim, 1991
- Tanakia intermedia (Temminck & Schlegel, 1846)
- Tanakia koreensis I. S. Kim & C. H. Kim, 1990

## Galerie

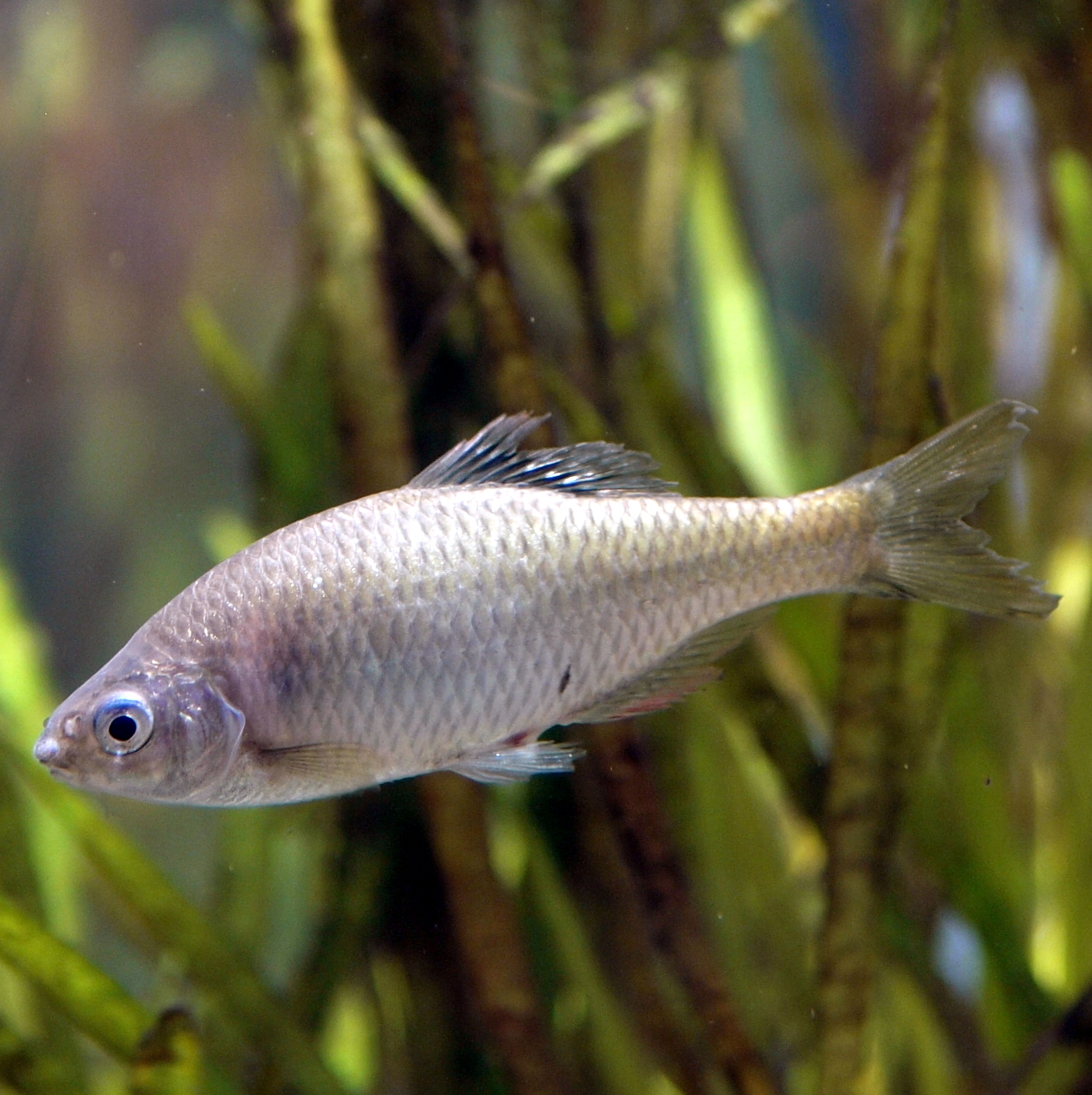
Tanakia lanceolata
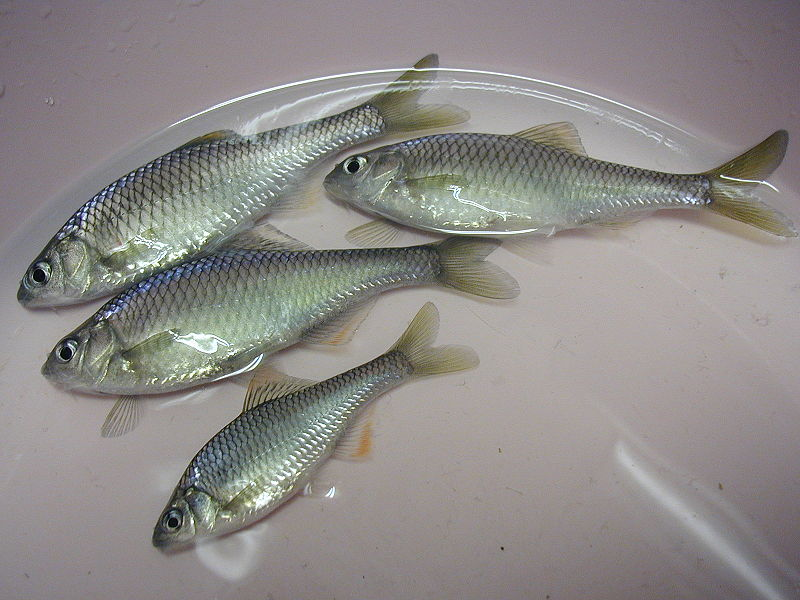
Tanakia lanceolata
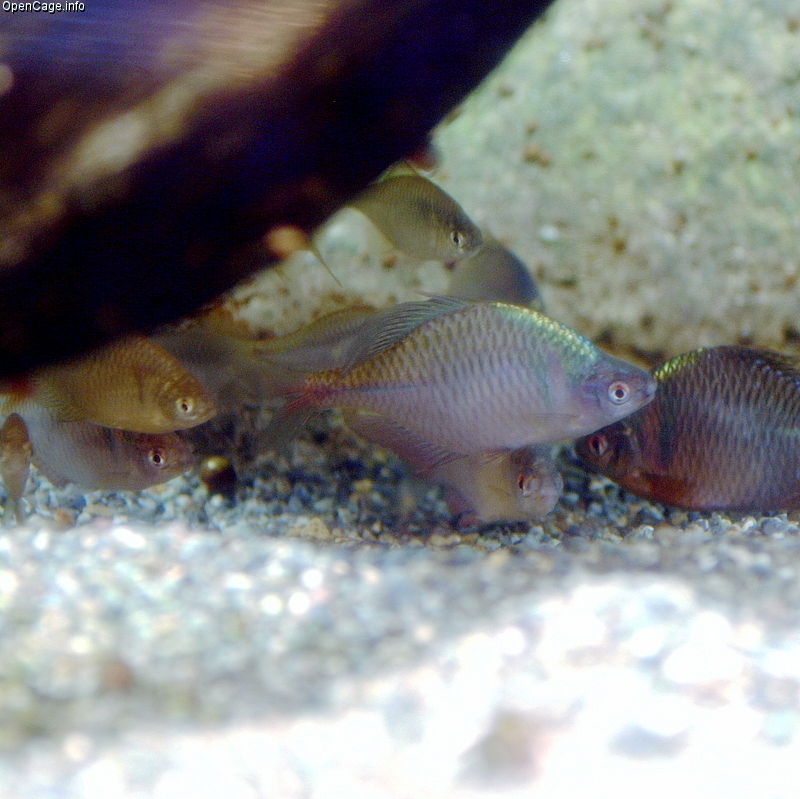
Tanakia tanago aujourd'hui Pseudorhodeus tanago